# Pedro Diego
Pedro Diego, né le 18 mai 1968, est un pilote de rallye espagnol originaire de Cantabrie, spécialiste de surface Terre.

## Biographie
Venue à la compétition automobile à la fin des années 1980, son meilleur résultat en WRC est une 8e place lors de son rallye national, en 1992 sur Lancia Delta Integrale 16v associé alors à son compatriote Icíar Muguerza. Cette même année, il est pour la première fois inscrit régulièrement au championnat Terre de son pays, et il remporte également le rallye des Asturies (épreuve sur asphalte fréquemment inscrite au championnat d'Europe des rallyes).
Il est, avec l'uruguayen Gustavo Trelles, l'un des deux seuls pilotes à avoir remporté quatre championnats espagnols Terre, mais le seul à avoir obtenu quatre victoires consécutives.
Il cesse la compétition après une ultime saison Terre durant l'année 2000, remportant au passage le rallye de Saragosse sur Seat Cordoba WRC, et terminant alors vice-champion d'Espagne de la spécialité (associé à Carlos del Barrio).

## Palmarès

### Titres
- Quadruple Champion d'Espagne des rallyes, en 1996 (sur Lancia Delta HF Integrale, copilote Marc Martí), 1997 (sur Subaru Impreza 555), 1998 (sur Toyota Celica 4WD), et 1999 (sur Ford Escort WRC) (ces trois dernières fois associé à Tomás Aguado comme navigateur);